# David Leon
David Jeremy Leon, né le 24 juillet 1980 à Newcastle upon Tyne, est un acteur britannique. 
Il est également directeur de film, scénariste et producteur. En tant qu'acteur, il est surtout connu pour sa collaboration, en tant qu'Othello, dans les films Lives of the Saints de Rankin et dans Rockn'Rolla de Guy Ritchie. De 2011 à 2014, il a partagé l'affiche avec l'actrice Brenda Blethyn dans la série policière de la chaîne télé ITV Les Enquêtes de Vera. David Leon a dirigé plusieurs courts-métrages Father, Man and Boy et Orthodox. Il a réalisé son premier long-métrage, également intitulé Orthodox, en 2015.

## Biographie
David Leon est né le 24 juillet 1980 à Newcastle upon Tyne, en Angleterre. Sa mère, Ann J. Brown, était secrétaire et son père, Anthony N. Leon, travaillait dans une centrale électrique. Il est de confession juive du côté paternel et chrétienne du côté maternel. Il se décrit lui-même comme « demi-juif ». Il a, un temps, joué pour l'équipe du Blackburn Rovers Football Club. Il est diplômé du National Youth Theatre et a suivi ses études à la Dame Allan's School.

## Filmographie

### Comme réalisateur
- 2010 : Man and boy (court-métrage) : Réalisateur
- 2015 : Orthodox : Réalisateur
- 2018 : Les Enquêtes de Véra - Saison 8 Episode 2 : Réalisateur

### Comme acteur
- 1981 : Beatlemania : John Lennon
- 2004 : Cutting It - Saison 3 : Troy Gillespie
- 2005 : Boy Eats Girl : Nathan
- 2005 : Cutting It - Saison 4 Troy Gillespie
- 2005 : These Foolish Things : Robin Gardner
- 2007 : Clapham Junction : Alphie
- 2008 : RockNRolla : Malcolm
- 2011 : Les Enquêtes de Véra - Saison 1 : Joe Ashworth
- 2012 : Les Enquêtes de Véra - Saison 2 : Joe Ashworth
- 2013 : Les Enquêtes de Véra - Saison 3 : Joe Ashworth
- 2014 : Les Enquêtes de Véra - Saison 4 : Joe Ashworth
- 2015 : Les Enquêtes de Véra - Saison 5 : Joe Ashworth
- 2015 : The Refugees - Saison 1 : Álex
- 2017 : In The Dark - Saison 1 : Adam Perrin

### Comme scénariste
- 2015 : Orthodox : Scénariste